# Opening of the Pan-American Exposition Showing Vice President Roosevelt Leading the Procession
Opening of the Pan-American Exposition Showing Vice President Roosevelt Leading the Procession (o Opening of the Pan-American Exposition on May 20, 1901) è un cortometraggio muto del 1901 diretto da James H. White.
Viene documentata l'apertura della manifestazione ospitata a Buffalo, nello stato di New York, inaugurata il 20 maggio 1901 con la partecipazione del vice presidente Theodore Roosevelt al posto del presidente McKinley assente a causa di una malattia della moglie. McKinley sarebbe morto quattro mesi più tardi, il 14 settembre, dopo l'attentato di cui era rimasto vittima - sempre a Buffalo - il 6 settembre al Music Building della Pan-American Exposition per mano di Leon Czolgosz.

## Trama
Le cineprese della Edison al centro dell'Esplanade sono rivolte in direzione dell'ingresso principale dell'Esposizione panamericana con in primo piano l'entrata e il Triumphal Bridge. La processione, guidata dal vice presidente Theodore Roosevelt si avvicina alla cinepresa, gira a sinistra e passa nel Temple of Music. In testa alla parata, personaggi illustri come il senatore dell'Ohio Hanna, il senatore del New Hampshire Gallinger, il governatore di New York Odell e Conrad Diehl, sindaco di Buffalo. La divisione militare è guidata da Louis L. Babcock

## Produzione
Il film, che fu prodotto dalla Edison Manufacturing Company, venne girato a Buffalo, nello stato di New York, durante l'Esposizione Universale del 1901.

## Distribuzione
Il copyright del film riporta il titolo Opening, Pan-American Exposition (Buffalo). Distribuito dalla Edison Manufacturing Company, il film - un cortometraggio di 38,1 metri - uscì nelle sale cinematografiche statunitensi l'8 giugno 1901.